# Габбар Сингх (фильм)
«Габбар Сингх» (телугу గబ్బర్ సింగ్, англ. Gabbar Singh) — индийский боевик режиссёра Хариша Ханкара, снятый на телугу и вышедший в прокат 12 мая 2012 года. Ремейк хиндиязычного фильма Абхинава Кашьяпа «Бесстрашный».

## Сюжет
Венкатаратнам Найду — юноша, который живет со своим младшим сводным братом, отчимом и матерью в Кондаведеу, деревне в районе Гунтура. Его отчим всегда относится к своему сводному брату, который постоянно злится на Венкатаратнама. Он начинает не заботиться о том, что о нем думают другие люди, и меняет свое имя в честь вымышленного персонажа Габбара Сингха из фильма «Месть и закон». Его гнев по отношению к брату и отцу растет, и он убегает из дома. Его отчим, Найду находят его и отдают его в школу-интернат вдали от Кондаведеу.
21 год спустя банда разбойников, пытающихся украсть деньги в банке в Кондаведеу, когда Габбар Сингх, стал полицейским, пытается вернуть деньги, избивая разбойников. Затем он держит деньги для себя и своих верных полицейских. Выяснилось, что Габбар Сингх назначен в качестве главного инспектора региона Кондаведу. Его гнев по отношению к брату и отчиму остается неизменным и живет отдельно от них. Он хочет жить со своей матерью в своем новом доме, но вместо этого хочет, чтобы он остался с ней и Найду. Аджай — игорный наркоман и имеет кредиты по всей деревне. Габбар Сингх влюбляется в ремесленницу по имени Бхагьялакшми, которого он рискует во время полицейского рейда, который он проводит против азартных игр.
Выяснилось, что разбойники, которые пытались украсть, на самом деле являются приспешниками предстоящего политиканского бандита по имени Сиддхаппа Найду. Он с помощью своего дяди хочет стать министром Кондаведеу в ходе предстоящих выборов. Он хочет быть избранным из правящей партии. Он встречает Габбара Сингха и пытается оценить его за то, что он поймал разбойников. Габбар Сингх категорически отказывается и говорит Сиддхаппе, что он действительно знает, кто он, и говорит ему вести себя.
Разгневанный ответом Габбар, Сиддхаппа Найду посылает приспешников, чтобы сорвать рыночный двор в городе. Габбар Сингх противостоит головорезам и легко побеждает их, чтобы вновь открыть рынок. Еще более разъяренный, Сиддхаппа теперь планирует убить Габбар Сингха, но его дядя вместо этого советует ему поговорить с министром внутренних дел о передаче Габбара из Кондаведеу. Сиддхаппа и его дядя встречаются с министром, который просто отрицает их просьбу о том, чтобы Габбар Сингх был искренним и честным полицейским и передал его во время выборов, было бы плохо для партии и было бы совершенно невозможно без особых причин, поскольку избирательная комиссия контролирует окружную полицию до голосования считая. Он также советует Сиддхаппе помириться мир с Габбаром Сингхом, или это повредит его политические устремления.
Тем временем Габбар Сингх встречает Бхагьюлакшми и предлагает ей руку и сердце и она отказывается от этого предложения, говоря, что она должна заботиться о своем больном отце, который всегда вечно пьян, и она не может выйти замуж, пока он жив. Затем Габбар возвращается домой и находит свою мать мертвой. Он идет к отчиму, чтобы помириться, поскольку он остался единственным членом семьи. Его отчим отвергает и презирает его как изгоя. Затем Габбар Сингх атакуют на выставке кустарного промысла приспешниками Сиддхаппы, когда он с Бхагьей Лакшми; он убивает всех в драке и отправляется в его дом. Он встречает Сиддхаппу и предупреждает его прекратить беспокоить его и говорит ему, что никогда не позволит ему стать министром.
Провоцированный приспешниками Сиддхаппы, брат Габбара жестоко избивает одного из своих кредиторов и ранит его. Сиддхаппа звонит в полицейский участок, чтобы предупредить их о борьбе. Габбар Сингх избивает своего брата публично, таким образом ослабив его. Сиддхаппа решает воспользоваться ситуацией и приостановить Габбара. Он берет брата Габбара и его отца в полицейский участок. Но Найду разрешает ситуацию, принимая извинения Габбар Сингха. Разгневанный результатом, Сиддхаппа рассказывает Габбару Сингху, что в ближайшие 24 часа произойдет что-то большое, и он попросит его остановить его, если сможет. Габбар Сингх допрашивает приспешников Сиддхаппы и узнает, что Сиддхаппа хочет жениться на Бхагьа Лакшми с местным торговцем, заплатив отцу много денег, чтобы разгромить Габбара. Габбар Сингх идет на свадьбу и встречает Бхагьюлакшми, любит ли она его или нет. Бхагьялакшми раскрывает свою любовь, и Габбар спасает её и женится на ней в том же самом случае.
Сиддхаппа, как последнее усилие пытается подкупить высокое командование, чтобы получить партийную кандидатуру на состязание на выборах. Он предлагает 50 миллионов рупий, чтобы получить билет. Габбар Сингх узнает о договоренности и крадет деньги, которые Сиддхаппа посылает высшему командованию. Сиддхаппа подошел к брату Габбар Сингха, который отчаянно нуждался в деньгах. Он предлагает помощь и деньги, а взамен просит его работать на выборах. Сиддхаппа приказывает ему положить сотовый телефон (ящик для iPhone 4) и коробку конфет в дом министра. Но, неизвестно ему, бомба помещена в эту коробку. После того, как он покидает дом, он взрывается, убивая министра. Зная, что именно брат Габбара совершил взрыв, окружной суперинтендант приостанавливает Габбара. Он встречает своего отчима Найду и рассказывает о своем брате. Найду страдает сердечным приступом, услышав новости и госпитализировавшись. Габбар Сингх должен позаботится о нём в больнице, тем самым снова связавшись. Брат Габбара, потрясенный событиями и взрывом, убежден Сиддхаппой убить его до того, как его поймает. Хотя он не намерен убивать своего брата, он соглашается сделать это, чтобы убежать от них и встречает Габбар Сингха. Он признается Габбару, что его послали убить его Сиддхаппой. Он показывает Габбару, что Сиддхаппа заставил его положить бомбу, но он не знал, что было в коробке. Габбар пытается отвезти его к комиссару для исповеди против Сиддхаппы. Но Сиддхаппа называет Габбара своим телефоном и показывает ему, что он убил мать Габбара, когда он пришел в старый дом Габбара в поисках его денег. В финальной битве Габбар приходит в дом Сиддхаппы, убивает приспешников и Сиддхаппу. В заключительной сцене показано, что Габбар Сингх нанимает большую часть приспешников Сиддхаппы и дает им малые должности полицейских рабочих мест.

## В ролях
- Паван Кальян — Габбар Сингх / Венатаратнам Найду
- Шрути Хасан — Бхагьялакшми
- Сухасини Маниратнам — мать Габбара Сингха
- Нагиниду[англ.] — Найду, отчим Габбара Сингха
- Аджай[англ.] — сводный брат Габбара Сингха
- Абхиманью Сингх[англ.] — Сиддхаппа Найду
- Али[англ.] — Рам Прасад, он же Самба
- Кота Шриниваса Рао[англ.] — отец Бхагьялакшми
- Таникелла Бхарани[англ.] — дядя Сиддхаппы
- Брахманандам[англ.] — Ранджит Кумар
- Рао Рамеш[англ.] — министр Прадип Кумар
- Джая Пракаш Редди — комиссар полиции
- Малаика Арора — item-номер «Kevvu Keka»

## Производство
В 2011 году Паван заинтересовался в съёмках ремейка болливудского фильма «Бесстрашный» и приобрёл права у Арбааза Хана, который был продюсером и одним из актёров оригинала. Первоначально Паван хотел произвести фильм сам под собственным баннером «Pawan Kalyan Creative Works», но затем уступил место продюсера Бандла Ганешу из «Parameswara Cine Creations». Паван также заявил, что режиссёру нужно взять только основную тему фильма и изменить все сцены в соответствии с культурой телугу.
Роль антагониста сначала предложили Сону Суду, который сыграл её в оригинале и в тамильском ремейке, но он отказался, поскольку не хотел повторять персонажа вновь и вновь. Исполнить её согласился болливудский актер Абхиманью Сингх, известный по нескольким хинди- и телугу-язычным проектам. Режиссёр обратился к нему после того как посмотрел фильм «Кровавая сага», в котором Абхиманью сыграл одну из ролей второго плана. На главную женскую роль была выбрана Шрути Хасан, а до этого на неё претендовала Илеана Де Круз. Однако на стадии озвучивания речь Шрути не устроила режиссёра, и её героиню озвучила закадровая певица Шравана Бхаргави. В качестве исполнительницы item-номера рассматривали модель Наталия Каур, отказавшуюся из-за занятости модельном бизнесе и съёмок её номера в фильме «Департамент»; американскую модель и актрису индийского происхождения Парвати Менон, отказавшуюся по неизвестным причинам, и актрису Анушку Шетти, отказавшуюся из-за плотного графика. Окончательным выбором стала Малаика Арора, которая исполняла танец под песню «Munni Badnaam Hui» в оригинале. Её гонорар за фильм составил 1 крор.
Съёмки начались в городе Поллачи без участия Павана, которому нужно было снова отрастить бороду, после того как он сбрил её ради съёмок песни для фильма «Когти». К работе над фильмом он присоединился в декабре 2011 года.

## Отличия от оригинала
В отличие от оригинала сцены были частично изменены, также были добавлены новые сцены, включая сцену когда Габбар с помощью ремня со словом кабадди отпугивает приспешников, и комедийные сцены
- В начале фильма главный герой в детстве вместе с ребятами смотрит фильм «Месть и закон» и отец наказывает его за прогулы, чего не было в оригинале.
- В оригинале после разговора с отчимом герой режет свой гороскоп на части, а в ремейке он дерётся с хулиганами, ссорится с отчимом и убегает из дома.
- Драка Габбара с грабителями в ремейке происходит в пустыне, а в оригинале бой был в складе.
- В ремейке брат главного героя остался без имени и без возлюбленной.
- Габбар Сингх, приобретя популярность в городе, становится политиком, в то время как в оригинале в выборах участвовал только главный злодей.
- В оригинале главный герой Чулбул Пандей не использовал псевдонимы, а в ремейке главный герой поменял имя на имя персонажа Габбар Сингх.
- Действие в песне «Kevvu Keka» происходит на улице у дома главного злодея, в оригинале же в песне «Munni Badnaam» действие происходило в баре.
- В оригинале главный герой женится на Раджо после смерти её отца, воспользовавшись приготовлениями к свадьбе брата, в ремейке главный герой женится на Бхагьялакшми, забрав её со свадебной церемонии устроенной её отцом.
- Финальная битва между Габбаром и главным злодеем происходит в его доме, в оригинале на улице.

## Саундтрек
Песня «Dekho Dekho Gabbar Singh» является ремейком песни «Hum Hum Dabangg». Песня «Kevvu Keka» является ремейком песни оригинала «Munni Badnaam Hui», также спетым Мамтой Шармой и ставшим для неё телугуязычным дебютом. Слова самой песни была выбрана из народной литературы
| №  | Название                   | Исполнители                        | Длительность |
| -- | -------------------------- | ---------------------------------- | ------------ |
| 1. | «Dekho Dekho Gabbar Singh» | Baba Sehgal & Naveen Madhav        | 4:21         |
| 2. | «Akasam Ammayaithe»        | Шанкар Махадеван & Gopika Poornima | 4:53         |
| 3. | «Mandu Baabulam»           | Kota Srinivasa Rao & Chorus        | 1:35         |
| 4. | «Pillaa»                   | Vaddepalli Srinivas & Pawan Kalyan | 3:49         |
| 5. | «Dil Se»                   | Karthik & Swetha Mohan             | 4:23         |
| 6. | «Kevvu Keka»               | Mamta Sharma & Murali              | 4:07         |

## Релиз
Первоначально фильм планировали выпустить в сезон праздника Санкранти, затем релиз перенесли на 27 апреля, но в итоге он вышел в прокат 12 мая 2012 года в 2500 кинотеатрах по всей Индии. Центральный совет по сертификации фильмов присвоил фильму рейтинг 'U/A'.
Фильм был дублирован на хинди под названием Policewala Gunda в 2013 году, и выходил в прокат с небольшими изменениями
- надписи на телугу заменены на надписи на английском;
- удалены старые телугу-язычные песни, которые звучат фоном и не входят в саундтрек;
- из саундтрека звучит лишь одна песня, а музыка к «Kevvu Keka» использована без вокала, несмотря на то что в клипе была показана поющая Малаика Арора.

## Наследие
Благодаря успеху фильма Шрути Хасан стала одной из самых высокооплачиваемых актрис в Толливуде. Фильм также исправил положение в карьере Павана Кальяна после провалов фильмов Puli (2010), «Праздник любви» (2011) и «Когти» (2011). Сцены тизера фильма «Бравый инспектор» (2014) являются возможной копией этого фильма. Песни «Kevvu Keka», «Dil Se» и «Pilla» ушли в народ, в их названия впоследствии стали названиями фильмов Kevvu Keka (2013), «Волнение сердца» (2013) и Pilla Nuvvu Leni Jeevitham (2014). Песня «Kevvu Keka» была спародирована в фильмах «Путь к дому тёти» и Shadow (2013), также её можно услышать в телугуязычной версии фильма Jaguar (2016), в сцене где Брахманандам пытается научиться танцевать. Также и песня Pilla использована в фильме Genius 2012 года, в сцене где тот же Брахманандам пародирует героев всех блокбастеров. В «Кто он?» главные герои смотрят фильм в кинотеатре, а Race Gurram его демонстрируют в кафе отеля, после того как главный герой впервые видит героиню в лифте.

## Продолжение
В апреле 2016 году было выпущено продолжение Sardaar Gabbar Singh, продюсером которого стал сам Паван Кальян. Фильм не является ремейком продолжения оригинального фильма «Бесстрашный снова в бою», а снят по оригинальному сценарию. В качестве исполнительницы женской роли вместо Шрути Хасан взяли Каджал Аггарвал. Фильм также как и первая часть имел коммерческий успех в прокате.